# Córrego do Saracura
O Córrego do Saracura é um córrego da cidade de São Paulo. Foi nomeado a partir da ave homônima, um simbolo tradicional do bairro do Bixiga e da escola de samba Vai-Vai, por onde passa.
Suas nascentes ficam no espigão da Avenida Paulista: uma delas no encontro da Rua Doutor Seng com a Rua Garcia Fernandes, atrás do hotel Maksoud Plaza; outra na Almirante Marquês de Leão, a duas quadras. De lá desce, canalizado por galerias subterrâneas, pela Rua Rocha / Cardeal Leme, até a Praça 14 Bis e dali ao longo da Avenida Nove de Julho, até desaguar no Ribeirão Anhangabaú. Embora corra quase todo canalizado, é possível vê-lo em uma pequena abertura na Avenida Nove de Julho, na saída do Viaduto Doutor Plínio de Queiroz.
Tem como afluente principal o Córrego da Mandioca, e várias outras pequenas nascentes que ficam nas proximidades da rua Barata Ribeiro, da rua Coronel Nicolau dos Santos, da rua Penaforte Mendes, entre outras.